# Richard Varga
Richard Varga (Bratislava, Checoslovaquia, 28 de enero de 1989) es un deportista eslovaco que compite en triatlón y acuatlón.
Ganó seis medallas en el Campeonato Mundial de Acuatlón entre los años 2010 y 2021, y una medalla de oro en el Campeonato Europeo de Acuatlón de 2017. Además, obtuvo una medalla de oro en el Campeonato Europeo de Triatlón de Velocidad de 2018.

## Palmarés internacional
| Campeonato Europeo | Campeonato Europeo | Campeonato Europeo | Campeonato Europeo |
| Año                | Lugar              | Medalla            | Prueba             |
| ------------------ | ------------------ | ------------------ | ------------------ |
| 2018               | Tartu (Estonia)    | Medalla de oro     | Individual         |

| Campeonato Mundial | Campeonato Mundial           | Campeonato Mundial | Campeonato Mundial |
| Año                | Lugar                        | Medalla            | Prueba             |
| ------------------ | ---------------------------- | ------------------ | ------------------ |
| 2010               | Budapest (Hungría)           | Medalla de oro     | Individual         |
| 2012               | Auckland (Nueva Zelanda)     | Medalla de oro     | Individual         |
| 2013               | Londres (Reino Unido)        | Medalla de oro     | Individual         |
| 2015               | Chicago (Estados Unidos)     | Medalla de oro     | Individual         |
| 2016               | Cozumel (México)             | Medalla de plata   | Individual         |
| 2021               | Guijo de Granadilla (España) | Medalla de plata   | Individual         |
| Campeonato Europeo |                              |                    |                    |
| Año                | Lugar                        | Medalla            | Prueba             |
| 2017               | Bratislava (Eslovaquia)      | Medalla de oro     | Individual         |